# روبن إيوينغ
روبن إيوينغ (بالإنجليزية: Reuben Ewing)‏ هو لاعب كرة قاعدة أمريكي، ولد في 30 نوفمبر 1899 في أوديسا في أوكرانيا، وتوفي في 5 أكتوبر 1970 في West Hartford, Connecticut ‏ في الولايات المتحدة.